# Битва при Сантьяго-де-Куба
Битва при Сантьяго-де-Куба (англ. Battle of Santiago de Cuba) — морское сражение во время испано-американской войны, произошедшее 3 июля 1898 г. между американской и испанской броненосными эскадрами у юго-восточного побережья Кубы.

## Перед сражением
Сразу после начала войны Испания приняла решение о посылке в Вест-Индию эскадры контр-адмирала Паскуаля Серверы из четырёх современных броненосных крейсеров — фактически единственных боеспособных кораблей испанского флота. Эскадра Серверы серьёзно уступала по силам блокировавшему Кубу американскому флоту и не могла оказать реальную помощь в защите испанских владений, однако должна была воодушевить общественное мнение Испании.
19 мая 1898  года, воспользовавшись тем, что главная американская эскадра контр-адмирала Уильяма Т. Сэмпсона ушла от Кубы к Пуэрто-Рико, Сервера прошёл в гавань Сантьяго-де-Куба, чтобы загрузиться углем и идти дальше к Гаване — главному центру испанской обороны на острове. Однако погрузка шла медленно, и 27 мая Сантьяго был заблокирован «Летучей эскадрой» коммодора Уинфилда Шлея, а 1 июня туда подошла и эскадра Уильяма Сэмпсона, который принял общее командование.
Укрывшись в плохо оборудованном порту Сантьяго, Сервера укрепил оборону новыми береговыми батареями и установил в проходе в бухту минные заграждения. В случае прорыва американских кораблей испанская эскадра была готова встретить их прицельным огнём. Американцы обстреливали береговые укрепления с моря и пытались затопить брандер, чтобы перегородить фарватер, но не добились успеха. Не рискуя атаковать эскадру Серверы в укрепленной бухте, американцы решили взять Сантьяго с суши. 20 июня туда подошли транспорты с американским десантным корпусом. 22—24 июня была произведена высадка, а 25 июня американские войска вместе с кубинскими повстанцами штурмовали Сантьяго. Для участия в обороне города с кораблей испанской эскадры было отправлено около 450 человек (не считая команд, работавших на строительстве укреплений). Продвижение американцев удалось остановить.
Понимая бесперспективность для себя морского сражения, Сервера предлагал использовать ресурсы эскадры для сухопутной обороны Сантьяго. Однако в городе остро ощущался недостаток продовольствия, и комендант просил Серверу покинуть порт. Решающее же значение имел приказ главнокомандующего испанскими силами на Кубе маршала Бланко. 2 июля он категорически потребовал от Серверы немедленно прорываться в Гавану. Адмирал был вынужден выполнить приказ, хотя считал, что «попытка покинуть этот порт, несомненно, повлечёт за собой потерю эскадры и смерть большой части команд всех моих кораблей»

## Силы сторон
Адмирал Сервера располагал четырьмя броненосными крейсерами (по испанской классификации «броненосцами 2-го класса»): однотипные «Infanta Maria Teresa», «Almirante Oquendo» и «Vizcaya» (7000 т водоизмещения, ход 20 узлов, вооружение: по два 280-мм и десять 140-мм орудий) и только что построенный в Италии «Кристобаль Колон» (6700 т, 20 узлов, десять 152-мм и шесть 120-мм орудий). Также в составе испанской эскадры были два эсминца («истребителя») — «Фурор» и «Плутон» (по 380 т, 28 узлов). Базировавшийся в Сантьяго и участвовавший в обороне порта безбронный крейсер «Reina Mercedes» (3000 т, 16 узлов, шесть 160-мм орудий) был на две трети разоружен и, к тому же, ранее получил повреждения в перестрелке с американскими кораблями. Поэтому «Рейна Мерседес» не могла участвовать в прорыве эскадры Серверы, но салютовала, провожая её в бой на рассвете 3 июля.
Момент для прорыва оказался благоприятным для испанцев. Блокировавшая Сантьяго американская эскадра была значительно ослаблена. Броненосцы «Массачусетс», бронепалубные крейсера «Нью-Орлеан» и «Ньюарк» ушли на загрузку угля, а флагманский броненосный крейсер «Нью-Йорк» должен был доставить адмирала Сэмпсона на переговоры с командующим армейским корпусом генералом Шафтером. Командование оставшимися для блокады Сантьяго силами было временно возложено на коммодора Шлея. Под его началом был броненосный крейсер «Бруклин» (9400 т, 21,9 узла, восемь 203-мм и двенадцать 127-мм орудий), три броненосца 1-го класса: «Айова» (11 400 т, 16 узлов, четыре 305-мм, восемь 203-мм и шесть 102-мм орудий), «Индиана» и «Орегон» (по 10 300 т, 15 узлов, четыре 330-мм, восемь 203 и четыре 152-мм орудия), броненосец 2-го класса «Техас» (6100 т, 17 узлов, два 305-мм и шесть 152-мм орудий). В составе эскадры также был вспомогательный крейсер (вооружённая яхта) «Глостер» (800 т, 17 узлов, четыре 152-мм орудия).
Серьёзно уступая американской эскадре в общем тоннаже, силе вооружения и броневой защите, эскадра Серверы теоретически обладала преимуществом в скорости: из американских кораблей только крейсер «Бруклин» мог догнать испанские крейсера. Поэтому адмирал Сервера делал ставку на то, чтобы нейтрализовать «Бруклин», пусть даже ценой одного из своих кораблей. Остальные тогда получали шанс оторваться от тихоходных американских броненосцев. Однако на деле скорость испанских крейсеров была существенно ниже проектной. Сказывалось обрастание в тропических водах ракушками подводной части корпусов, плохое качество угля и неспособность к напряжённой работе кочегаров, которые были истощены недоеданием и участием в строительстве оборонительных укреплений. Испанские боеприпасы были плохого качества, многие орудия неисправны, уровень подготовки личного состава очень низкий (так, например, прицелы орудий оказались в бою выставленными на неверную дистанцию).
Испанцами обсуждалась возможность скрытного прорыва ночью, под прикрытием темноты. Однако адмирал Сервера высказался за выход в светлое время, аргументировав тем, что в темноте из бухты пришлось бы идти на малой скорости, рискуя налететь в узком проливе на берег.

## Бой 3 июля 1898 г.

### Прорыв
В 9.30 утра идущий впереди испанской эскадры флагманский крейсер «Инфанта Мария Тереза» вышел из залива Сантьяго. Горны протрубили тревогу и на стеньгах были подняты боевые флаги. За «Инфантой Марией Терезой» с интервалами в 700 м следовали «Бискайя», «Кристобаль Колон» и идущий последним из крейсеров «Адмирал Окендо», который покинул гавань в 9.50. В 10.00 из бухты Сантьяго вышли миноносцы «Фурор» и «Плутон».
Американские корабли располагались полукругом у выхода из гавани Сантьяго на расстоянии 5,5 км. К западу от бухты стояли «Бруклин» и «Техас», прямо напротив Сантьяго — «Айова», восточней — «Индиана», «Орегон» и «Глостер». При появлении испанцев американские корабли стали сразу сниматься с якорей и поднимать давление в котлах. В 9.35 «Техас» сделал первый выстрел по «Инфанте Марии Терезе». В 9.40 открыла огонь главным калибром «Айова».
Адмирал Сервера на головной «Инфанте Марии Терезе» двинулся прямо на «Бруклин», чтобы с короткой дистанции вывести из строя самый быстроходный американский крейсер. «Бруклин», на котором находился коммодор Шлей, сам пошёл навстречу испанскому флагману. Крейсера сближались на скорости в 24 узла. Когда до «Инфанты Марии Терезы» оставалось около мили, капитан «Бруклина» приказал положить руль вправо, так что американский крейсер, развернувшись бортом, смог обрушить на испанский весь свой бортовой залп. Не выдержав обстрела, «Инфанта Мария Тереза» отвернула в сторону и взяла курс параллельно берегу на запад. Вслед за ней туда устремились и остальные испанские корабли. «Бруклин», продолжая циркуляцию вправо, удалялся теперь от испанской эскадры. Чтобы лечь на курс преследования противника, флагманскому американскому крейсеру пришлось описать дугу в 270 градусов.
У американцев каждый корабль действовал самостоятельно. Манёвр «Бруклина» едва не привёл его в столкновение с «Техасом», которому пришлось срочно давать задний ход. Затем меньшему американскому броненосцу пришлось уклоняться от обогнавшего его «Орегона». Тот прошёл в опасной близости и от «Айовы», которая тоже устремилась на пересечение курса испанской эскадры, несколько раз совершая повороты, чтобы давать по противнику бортовые залпы. «Айове» удалось поразить «Инфанту Мария Терезу» с дистанции в 2 мили двумя 12-дюймовыми снарядами (это были единственные попадания главным калибром американских броненосцев). На корме флагмана Серверы вспыхнул сильный пожар, он стал терять ход. Строй испанской эскадры рассыпался. Обогнав «Инфанту», крейсера «Бискайя» и «Кристобаль Колон» устремились вперёд, оставив своего флагмана вместе с имевшим самую низкую скорость «Адмиралом Окендо» сражаться против всех американских кораблей.

### Разгром
Первыми у испанцев были уничтожены эсминцы «Фурор» и «Плутон», которые вышли из гавани Сантьяго уже в разгар боя и так и не успели воспользоваться своей высокой скоростью. Вообще участие лёгких минных кораблей в дневном эскадренном сражении было большой ошибкой. Эсминцы сразу попали под обстрел с «Айовы» и «Индианы» и, получив несколько попаданий, потеряли ход. Тогда «Фурор» и «Плутон» атаковала американская вооружённая яхта «Глостер», открыв по ним огонь с близкой дистанции. «Фурор» был охвачен пожаром с носа до кормы, половина экипажа была ранена или убита, остальные искали спасения, бросаясь в воду. В 10.10 «Фурор» взорвался и затонул. Через пять минут «Плутон», который начал тонуть после взрыва 6-дюймового снаряда в котельном отделении, выбросился на берег. Часть его команды была перебита подоспевшими кубинскими повстанцами, часть спасена «Глостером».
В это время «Инфанта Мария Тереза» и «Адмирал Окендо» вели жестокий бой сразу с несколькими американскими броненосными кораблями. Вся кормовая часть испанского флагмана была охвачена пламенем, которое невозможно было тушить из-за разрушения пожарных систем. К огню добавился обжигающийся пар из пробитого паропровода, который заставил расчёт покинуть кормовую 11-дюймовую башню «Инфанты». На «Адмирале Окендо» прямым попаданием была выведена из строя носовая башня. Оказалась сбита и часть бортовых орудий. У «Окендо» на левом борту действовало лишь два 5,5-дюймовых орудия из пяти. Из-за поломок элеваторов прекратилась подача снарядов.
Воспользовавшись тем, что испанские корабли практически не стреляли, «Бруклин» и «Айова» подошли к ним на близкую дистанцию и открыли огонь из малокалиберных орудий — преимущественно по надстройкам и жилой палубе выше броневого пояса. Это вызвало на испанских кораблях новые пожары, охватившие их уже почти целиком. В 10.10 на «Адмирале Окендо» произошёл взрыв бортового торпедного аппарата, из-за угрозы пожара был затоплен кормовой погреб боеприпасов. Всего «Мария Тереза» получила 22 попадания (из них больше половины — снарядами малого калибра), а «Окендо» — 68 (53 — малого калибра). Хотя броневой пояс и броневая палуба крейсеров не были пробиты и жизненные центры не затронуты, корабли оказались полностью выведены из строя.
Командование «Инфантой» после ранения её командира принял сам адмирал Сервера. Он провёл короткое совещание с офицерами и принял решение направить корабль к берегу. В 10.31 испанский флагман оказался на мели вблизи от берега в 6,5 милях к западу от Сантьяго. Вскоре в полумиле от него сел на камни в 700 м от берега и «Адмирал Окендо». На кораблях продолжались пожары и внутренние взрывы. Команды спасались вплавь и на уцелевших шлюпках. Помощь оказывали и шлюпки с подошедшего «Глостера». Среди пленных испанцев был адмирал Сервера, доставленный потом на «Айову».
После того как «Инфанта Мария Тереза» и «Адмирал Окендо», спустив флаги, выбросились на берег, испанскую эскадру можно было считать разгромленной. Дальнейшее сражение представляло собой погоню за двумя оставшимися испанскими крейсерами — «Бискайя» и «Кристобаль Колон». У американцев из преследования выбыли два броненосца: «Индиана» имела минимальный ход из-за проблем с обрастанием подводной части корпуса, а у «Айовы» возникли неполадки в машинном отделении. К тому же испанцы сумели нанести «Айове» некоторые повреждения (в частности, попадания в трубы), в результате чего ход этого броненосца снизился до 10 узлов. Всего «Айова» получила 10 попаданий, «Индиана» — 2, «Орегон» — 3.

### Гибель «Бискайи»
Погоню за «Бискайей» и «Кристобалем Колоном» продолжали «Бруклин», а также быстро набиравшие скорость за счёт роста давления в котлах «Орегон» и «Техас». Впереди двигался «Бруклин», стремясь обойти с моря и прижать к берегу всё более отстающую от «Колона» «Бискайю». Непрерывно обстреливая испанский крейсер, «Бруклин» сократил дистанцию с 2,7 км до 870 м. Испанские орудия показали в бою своё плохое качество: затворы не закрывались, а из-за дефекта запальных трубок в снарядах выстрел иногда удавалось сделать только на 7 или 8 раз. В 10.50 к обстрелу «Бискайи» присоединился «Орегон». К тому времени вся артиллерия испанского крейсера была уже выведена из строя. Один из американских снарядов взорвался в носовом торпедном отделении. В носу «Бискайи» образовалась огромная надводная пробоина, однако бронепалуба выдержала взрыв и защитила подводную часть корпуса.
«Бискайя» сделала попытку таранить «Бруклин», однако тот с лёгкостью уклонился от столкновения, продолжая вместе с «Орегоном» вести по испанскому кораблю разрушительный огонь. Всего «Бискайя» получила в бою 23 попадания (в основном крупным и средним калибром). После попадания в боевую рубку был ранен командир «Бискайи». В трюме взбунтовались кочегары, несколько из них было застрелено офицерами. В 11.05 охваченный огнём крейсер выбросился на рифы в 21 миле восточней Сантьяго.
К месту сражения прибыл крейсер «Нью-Йорк» с командующим американской эскадрой Сэмпсоном. Однако «Нью-Йорк» так и не принял участия в сражении, поскольку уже не успевал за далеко ушедшим на запад последним испанским крейсером. Броненосец «Индиана» получил приказ вернуться к блокаде Сантьяго. Броненосец «Айова» и ранее сопровождавший «Нью-Йорк» миноносец «Эриксон» занимались спасением экипажа «Бискайи». С берега кубинские повстанцы стреляли по спасающимся испанцам. Посланная с «Айовы» шлюпка предупредила кубинцев, что в случае продолжения стрельбы броненосец откроет по ним огонь. Вскоре на «Бискайе», где продолжались пожары, взорвались оба боевых погреба.

### Погоня за «Кристобалем Колоном»
Последний оставшийся у испанцев броненосный крейсер «Кристобаль Колон» успел оторваться от ближайшего преследователя — крейсера «Бруклин» на 6 миль. «Бруклин», на котором действовало лишь две машины из четырёх, не мог дать скорости более 16 узлов, а «Колон» вначале шёл 17-узловым ходом. Однако постепенно первоначально высокая скорость испанского крейсера стала падать. Закончился употреблявшийся в начале боя высококачественный уголь, принятый ещё в Испании, и в ход пошёл местный, низкосортный, а кочегары оказались вымотанными тяжёлой работой. В конце концов, вместо положенных 20 узлов «Колон» развивал всего лишь 13. А американские корабли, напротив, только наращивали скорость. Особенно хорошо показал себя броненосец «Орегон», разогнавшийся до проектных 15 узлов, несмотря на то, что он только что закончил долгий переход из Сан-Франциско.
В 11.50 «Бруклин» сблизился с «Кристобалем Колоном» и завязал перестрелку. Единственный раз за всё сражение испанцы продемонстрировали, что могут вести бой на равных. «Колон» был новейшим крейсером итальянской постройки с отличной английской артиллерией среднего калибра. Правда, у «Колона» отсутствовала артиллерия главного калибра, которую итальянцы не успели установить перед войной. Противники обменялись практически одинаковым числом попаданий: «Бруклин» поразил «Колон» 4 снарядами среднего калибра, а сам получил 3 попадания (всего во время сражения «Бруклин» имел 20 попаданий вражеских снарядов, больше всех из американских кораблей). Испанский крейсер не имел серьёзных повреждений, его боевая мощь не была исчерпана, из команды в бою погиб только один человек — как и на «Бруклине».
Тем не менее, в случае продолжения боя с более сильным и быстроходным американском крейсером, «Колон» был обречён. К тому же он оказался под огнём ещё и «Орегона». Тот взял испанский крейсер «в вилку», положив один 13-дюймовый снаряд с недолётом, а второй — с перелётом. Противостоять американскому броненосцу «Колон» не имел никаких шансов. В 13.15 крейсер выбросился на прибрежный риф в 48 милях к западу от Сантьяго и спустил флаг. Однако прежде чем призовая партия с «Бруклина» подошла к «Колону», на нём были подорваны кингстоны, и крейсер сел на дно (позднее, при попытке столкнуть его с отмели, «Колон» лёг на борт).

## Результаты сражения
Сражение у Сантьяго-де-Куба закончилось полной и почти бескровной победой американского флота. Потери американцев составили всего 1 убитого (Джордж Эллис) и 10 раненых и травмированных. Испанские потери были несопоставимо выше: 323 погибших (включая убитых кубинцами на берегу) и 151 раненый. 1600 человек во главе с адмиралом Серверой попали в плен. Лишь 150 моряков смогли вернуться в Сантьяго, где вскоре тоже вынуждены были сдаться вместе с гарнизоном.
Еще более тяжёлым для Испании было полное уничтожение её эскадры. Если в первом сражении войны при Кавите в Манильской бухте американцами была разгромлена слабая колониальная флотилия, то при Сантьяго-де-Куба сражались лучшие испанские корабли. Поражение при Сантьяго означало для Испании не только окончательный проигрыш войны, но и фактическую потерю статуса морской державы. Как писал адмирал Сервера: «День 3 июля стал самой ужасной катастрофой, которую я видел, даже несмотря на то, что число погибших оказалось меньшим, чем я опасался».
Военно-морской флот США после Сантьяго был признан как один из ведущих флотов мира. Американцам, впрочем, припомнили и неорганизованность их действий в начале сражения и невысокую меткость стрельбы (при более 7 тыс. сделанных выстрелов лишь 163 попадания в корабли противника). Таким образом, американцы одержали блестящую победу не столько благодаря своему военному умению, сколько по причине явного превосходства сил и крайне плохой подготовки испанского флота.